# الشونيزية

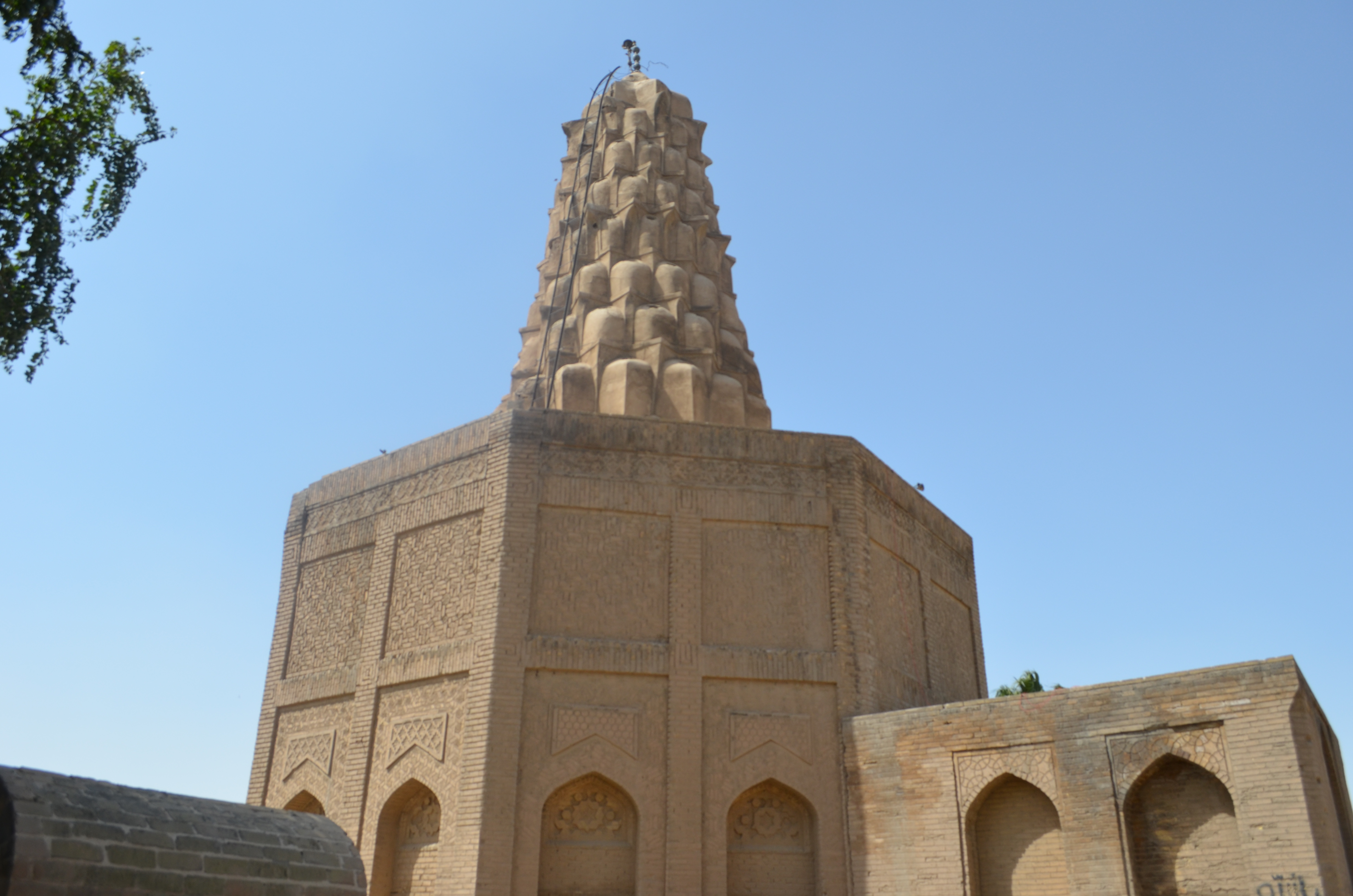
مرقد السيدة زمرد خاتون أم الناصر لدين الله العباسي في وسط المقبرة

الشُونيزي أو الشُّونِيزِيَّة، بالضم ثم السكون ثم نون مكسورة، وياء مثناة من تحت ساكنة وزاي وآخره ياء النسبة.هذا الموقع هو الجانب الغربي لنهر دجلة ببغداد، ويعرف الآن بجانب الكرخ والذي بنى عليه المنصور مدينة بغداد المدورة. والشُونيزية أو الشُونيز: معناها الحبة السوداء.

## نبذة تأريخية

موقع مرقد عبد الله بن أحمد بن حنبل

لقد زار الرحالة ابن بطوطة مدينة بغداد ومنها الجانب الغربي وذكر: انه هو الذي عمر أولاً، وهو الآن خراب أكثره، وعلى ذلك فقد بقي منه ثلاث عشرة محلة، كل محلة كأنها مدينة بها الحمامان والثلاثة، وفي ثمان منها المساجد الجامعة، ومن هذه المحلات محلة باب البصرة وبها جامع الخليفة أبي جعفر المنصور، والمارستان، فيما بين محلة باب البصرة ومحلة الشارع على الدجلة، وهو قصر كبير خرب بقيت منه الآثار. وفي هذا الجانب الغربي من المشاهد قبر معروف الكرخي، وهو في محلة باب البصرة، وبطريق باب البصرة مشهد حافل البناء في داخله قبر متسع السنام، عليه مكتوب: هذا قبر عون من أولاد علي بن أبي طالب، وفيه أيضاً قبر موسى الكاظم بن جعفر الصادق والد علي بن موسى الرضا، وإلى جانبه قبر حفيده محمد بن علي الجواد والقبران داخل الروضة عليهما دكانة ملبسة بالخشب عليه ألواح الفضة.
وان بغداد لم تكن عامرة قبل أن يختطها المنصور، وانما كانت قرية من قرى طسوج بادوريا، أي انها لم تكن بغداد مدينة في أيام الأَكاسرة والأعاجم.
وكانت قبل بناءها مزرعة تعود ملكيتها لستين شخصاً من البغداديين يقال لها المباركة، فعوضهم المنصور وأرضاهم. وكانت مزرعة المباركة تسقى من نهر بطاطيا.
وإنها كانت مأهولة بالسكان منذ عهد البابليين، أي ان موضع بغداد كان مأهولاً بالسكان قبل أن يمصرها الخليفة أبو جعفر المنصور، ويبتاع الأرض من اصحابها. وبعد إنشاء المدينة واكتمال مبانيها ومرافقها، اختار المنصور موضعاً منها وجعله مدفناً خاصاً لموتى أقاربه من القرشيين وأطلق عليه مسمى مقابر قريش.
وكانت مقابر قريش قديماً تعرف بمقبرة الشونيزي الصغير، والمقبرة التي وراء التوثة، تعرف بمقبرة ألشونيزي الكبير، ويروي الخطيب البغدادي معرفاً بأصل التسمية فيقول: انه كان أخوان يقال لكل واحد منهما ألشونيزي فدفن كل واحد منهما في إحدى هاتين ألمقبرتين ونسبت المقبرة إليه، وربما جاءت تسميتها بالشونيزية، لانتشار القبور على ارضها المنبسطة فتبدو للناظر عن بعد كأنها حبة البركة، وقد يكون لفظ الشونيز أُستعمل كتعبير مجازي لسكان المنطقة حصرياً بدلاً من لفظ قبر، أو لوجود نبات الشونيز فيها وبيعه، ولذا فقد حمل بعض الأشخاص لقب الشونيزي نسبة إلى اسم هذا المكان، مثل أبو الحسن بن الفرات بن المعلى الشونيزي وأبوه محمد بن المعلى بن الحسن أبو عبد الله الشونيزي، وعبد الرحمن بن الحسن بن يوسف الشونيزي، وهناك من حمل اللقب نسبة لبيع الشونيز، مثل أبو الحسن عامر بن أحمد بن محمد بن عامر الشونيزي الفرضي. وأن جزءاً منها عرف فيما بعد باسم مقابر قريش ثم مشهد باب التبن الذي يقع في منطقة الكاظمية حاليًا، والجزء الآخر عرف بمقبرة الجنيد البغدادي.وتلاصقها وتعتبر احيانا جزءً منها مقبرة باب ألدير، وهي التي فيها قبر معروف الكرخي.
والشُونيزي أو الشونيزية تنقسم إلى قسمين:

## القسم الأول: الشونيزي الصغير

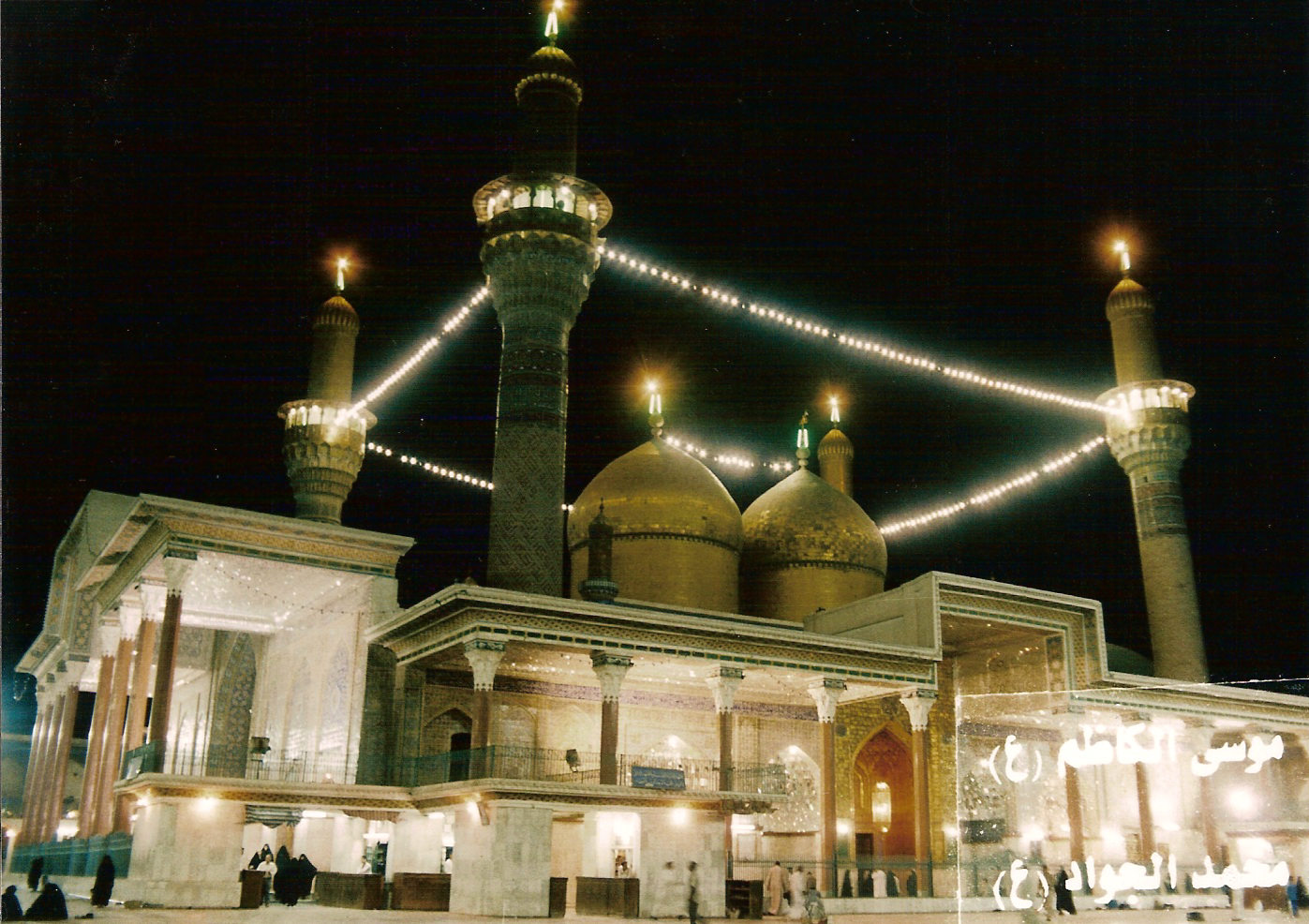
مرقد الامامين موسى بن جعفر وحفيده محمد الجواد

الشُونيزي الصغير وهي مقابر قريش وتضم رفاة عدد من أبناء الخلفاء وأقاربهم من القرشيين وأشهر من يرقد فيها موسى بن جعفر المعروف بالامام الكاظم المتوفى عام (183 هجرية) وحفيده محمد بن علي الجواد المتوفى عام (220 هجرية). ولكن أول من دفن فيها هو جعفر الأكبر بن ابي جعفر المنصور المتوفى سنة (150 هجرية) بعد تشييد بغداد، ثم دفن فيها بعد ذلك الامين بن هارون الرشيد سنة (198 هجرية) ومن ثم والدته الست زبيدة عام (216 هجرية).
وقد ذكر أماكن هذه القبور والمشاهد ابن الأثير الجزري في حوادث سنة 443 هـ، حيث قال: «عندما حدثت الفتنة في بغداد والناس
قصدوا مشهد باب التبن فأغلق بابه فنقبوا في سوره وتهددوا البواب فخافهم وفتح الباب فدخلوا ونهبوا ما في المشهد من قناديل ومحاريب ذهب وفضة وستور وغير ذلك ونهبوا ما في الترب والدور وأدركهم الليل فعادوا.
فلما كان الغد كثر الجمع فقصدوا المشهد وأحرقوا جميع الترب والآزاج واحترق ضريح موسى وضريح ابن ابنه محمد بن علي الجواد والقبتان الساج اللتان عليهما واحترق ما يقابلهما ويجاورهما من قبور ملوك البويهيون معز الدولة البويهي وجلال الدولة، ومن قبور الوزراء والرؤساء، وقبر جعفر بن أبي جعفر المنصور، وقبر الأمير محمدالامين بن هارون الرشيد وقبر أمه زبيدة، وجرى من الأمر الفظيع ما لم يجر في الدنيا مثله».

## القسم الثاني: الشونيزي الكبير
الشُونيزي الكبير أيضا تضم رُفات ومقامات وأضرحة لعدد من اعلام ومشاهير بغداد وعلى راسهم قبر النبي يوشع،
ويقال انه أحد أنبياء بني إسرائيل، ويذكر الخطيب البغدادي ان النبي يوشع مدفون في بغداد في الجانب الغربي بمنطقة يقال لها الشونيزية، مستندا إلى وصية عبد الله بن أحمد بن حنبل بان يدفن إلى جوار نبي أحب اليه من أن يكون في جوار ابيه.وهذه الوصية تؤكد على وجود النبي يوشع في هذه المنطقة. وفيها تل يسمى تل اليهود دفن بقربه الشاعر المعروف أبو نؤاس. وهناك رحالة أجانب زاروا بغداد في العهد العثماني فبعضهم قام بوصف قبر يوشع خلال زيارتهم منطقة بلاد ما بين النهرين وأكدوا بوجود بناء فوق قبر صغير والذي يحظى باحترام كبير من قبل المسلمين واليهود حيث يقولون انه بقايا لجسد كاهن من اليهود. وعليه بناء مايشبه الصدر (الصندوق أو القفص)، وعلى رأسه توجد لوحة من النحاس، كتب عليها بالحروف العبرية، مايلي:Joshua Kohen Gadol وهذا يعني: «يوشع رئيس الكهنة» وأنه كان محترما، والكل يقدسه للمعجزات التي يقول الناس ان الله اظهرها عنه. وزار الضريح الرحالة الألماني كارستن نيبور وقال عنه: بقرب بهلول يقصد بهلول بن دانة الكوفي، يرى اليوم بناء صغير حقير فيه قبر يسمى يوشع الذي يكثر اليهود زيارته. ومن الغريب ان اقدم ذكر لهذا المزار جاء من سائح تركي، وهو سيدي علي ريس الذي زار المدفن في سنة (961 هـ - 1554 م). وعلى مقربة منه يرقد مشاهير أئمة التصوف في بغداد آنذاك والذين كان بعضهم يقيم أو يصلي في مسجد الشونيزية، ومنهم الشيخ الجنيد البغدادي والسري السقطي وذو النون المصري وعلى مسافة غير بعيدة تستطيع ان تشاهد مرقد الشيخ معروف الكرخي في المقبرة التي تسمى مقبرة باب الدير لوجود دير كان للنصارى آنذاك.
وبقربه تل احمر ويقال انه المكان الذي ربما دفن فيه (رأس) المتصوف، أبي المغيث، الحسين بن منصور الحلاج.
وتربة زبيدة
حيث ترى قبة مقرنصة ترقد تحتها زمرد خاتون المتوفاة (599 هجرية- 1202م)، وتعرف هذه القبة خطأً بمرقد السيدة زبيدة، والمقصود بزبيدة زوج الخليفة العباسي هارون الرشيد، ولكن ابن الأثير يذكر إنها دفنت في مقابر قريش. وهناك رأي للمؤرخ عباس العزاوي حول تربة زبيدة يقول فيه: ان هذه التربة تعود إلى السيدة (زبيدة بنت هارون الجويني) وأمها رابعة بنت أحمد ابن الخليفة المستعصم بالله وللعلاقة أشتهرت غلطاً بانها زوجة هارون الرشيد.وظن البعض انها تعود للسيدة (زمرد خاتون)، ويضيف المؤرخ العزاوي بقوله: المراد بمدرسة زمرد خاتون هو جامع معروف الكرخي وقد تغلب اسمه عليها. ولم يعرف دوام اسم غير اسم (زبيدة) على المكان ولا يزال، ولكن الناس وهموا بالخليفة العباسي هارون فكان غير صواب، وفي إتفاق الاسم ما دعا للشبهة واوقع بالخطأ.
وهناك مسجد الشونيزية وكذلك رباط الشونيزية الذي كان يتمتع بخزانة من الكتب الموقوفة. وخلف ضريح النبي يوشع يوجد مبنى بسيط وهو مرقد بهلول الكوفي، وإلى جوار مرقد

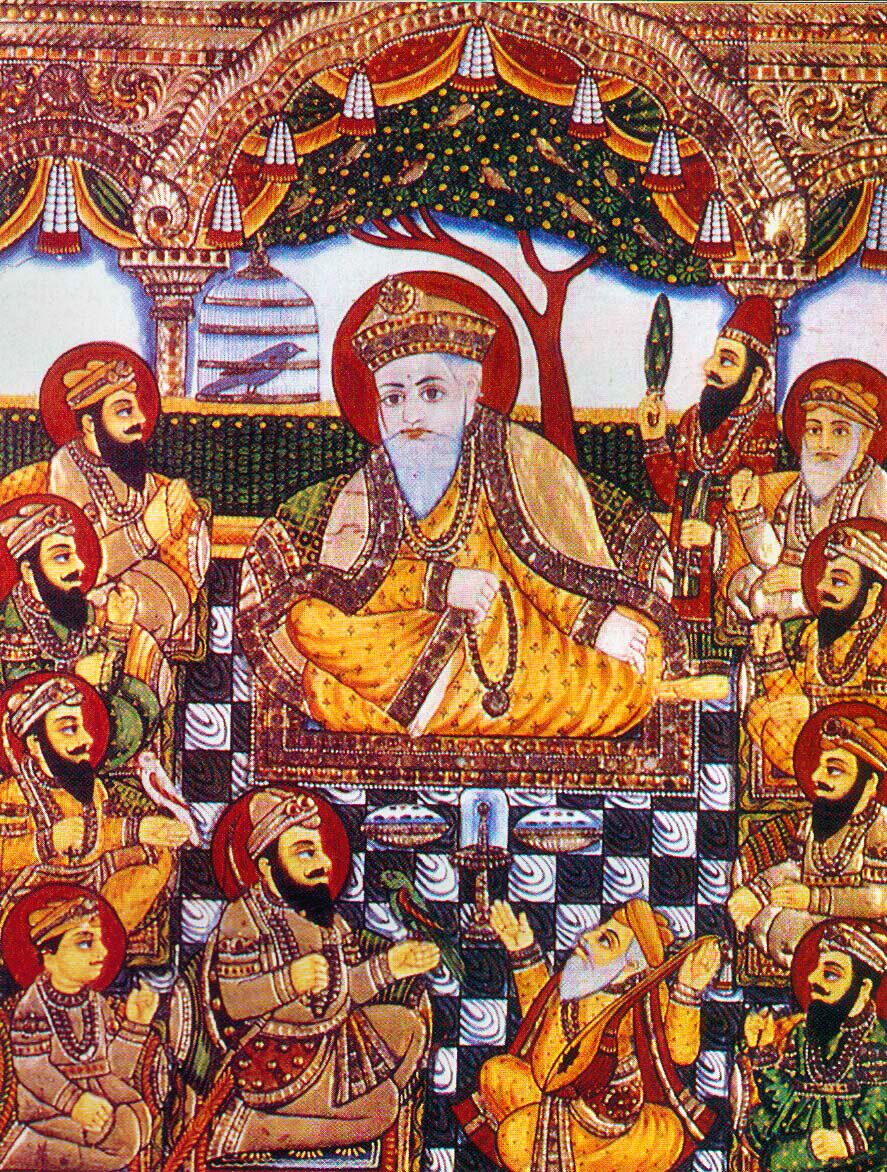
الغورو ناناك أو الباباناناك

بهلول مباشرة وملاصق لهُ مقام بابا نانك، أو الغورو ناناك المؤسس والزعيم الروحي لطائفة السيخ الدينية في الهند.
إن الشونيزية موضع قديم أقيم على جزء منه مدينة بغداد المدورة، وما كانت بغداد إلا سوقا يسمى قرية سوق بغداد في منطقة الشونيزية قبل إنشاء مدينة السلام كما سماها الخليفة أبو جعفر المنصور.

## الديانة اليهودية

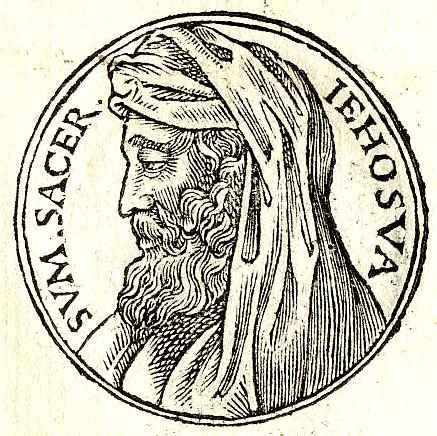
يوشع

ان اسم بغداد مركب من كلمتين هما (بغ) و (داد) وارجعه آخرون إلى الآرامية فقالوا: انه مركب من (ب) المقتضبة من كلمة (بيت) و (كدادا)، ومعنى ذلك (بيت الغنم).وتبين من التنقيبات الأثرية ان الاسم موجود في الكتابات المسمارية القديمة التي ترقى إلى الألف الثانية قبل الميلاد بصورة (بغدادو) و (بغدادي) و (خودادو). وقد ضمت بغداد اقوام وشعوب وديانات مختلفة، استوطنتها نتيجة ماكانت تتوفر فيها من أنهار واراضٍ خصبة، ومنهم اليهود الذين وصلوا إليها بعد ان تم نفيهم من قبل الملك البابلي نبوخذ نصر الثاني (605_562ق.م) والذي عرف تاريخيا بالنفي البابلي أو الأسر البابلي لليهود. واثناء اندماجهم بالمجتمع منذ آلاف السنين، وجدنا معالم نستدل منها على تعايشهم واستقرارهم هنا. وقد ضمت بغداد، الكرخ مدينتا اليهود التجارية آنذاك مايقرب من ثمانية وعشرين كنيساً يهودياً، وكان الناس يفدون إليهما من كل صوب لممارسة التجارة. وخير دليل على هذا التعايش، الرسالة التي بعث بها إسحق زرفاني إلى يهود أوروبا في أواسط القرن السادس عشر الميلادي، يدعوهم إلى القدوم واصفاً إليهم ما يتمتع به اليهود من سلام وعيش كريم وممارسة طقوسهم بكل حرية، ولبسهم أفخر الثياب، وامتلاكهم الأراضي الزراعية، ويجلس كل واحد تحت كرمته، أما عندكم في أوروبا وانتم تحت حكم النصارى، فانكم لا تقدرون على إلباس أولادكم اللون الأحمر أو الأزرق.
ومن أهم المعالم الدينية اليهودية القديمة الباقية، والمختلف عليها قبر النبي يوشع بن نون.وقد ورد انه نبي من خلال وصية عبد الله بن أحمد بن حنبل عندما قيل له اين تحب ان تدفن، فقال:« قد صح عندي ان بالقطيعة نبياً مدفوناً، ولأن اكون في جوار نبي، احب اليَّ من ان أكون في جوار أبي». وهذا تأكيد على وجود وشهرة ضريح هذا النبي في هذه المنطقة، والأرجح أنه يوشع بن نون، وأيضًا المعلم الآخر هو مكان في الشونيزية يقال له تل اليهود، والذي دفن بقربهِ الشاعر المعروف أبي نؤاس. وان قصة النبي يوشع بن نون قد وردت في التراث الإسلامي وفي قصص الأنبياء وجاء فيها، ان النبي يوشع بن نون، هو الفتى الذي رافق النبي موسى وانتظره عند ذهابه مع العبد الصالح، الذي خرق السفينة وقتل الغلام وأقام الجدار، الذي كان يريد ان ينقض، وهو ينتظر موسى، حتى لم يعد لدى (يوشع) أمل بعودة موسى فسار وحده. وبعد موت هارون بنحو سنة مات موسى، فأرسل الله يوشع بن نون نبيًا إلى بني إسرائيل، فاستقروا تحت حكم يوشع وعاشوا زمنًا في أحسن حال إلى ان مات يوشع. وان هذا الضريح الذي لا يزال باقيًا في المنطقة كصرح ديني قديم وعرف من قبل الناس منذ القدم باسم النبي يوشع واشتهر بذلك. وان اسمه بقي متداولاً في مدونات ومذكرات الرحالة الأجانب الذين زاروا المنطقة والذين قدموا من دول مختلفة، فعند بداية القرن السابع عشر زار المنطقة السائح بيدرو تكسيرا بين عامي 1604و1605، وتطرق إلى القبر باسم يوشع كادول في جانب الكرخ ووصف مزاره. وجاء صاحب كتاب نزهة المشتاق في تاريخ يهود العراق، مؤكداً كلمة النبي وكادول معا واضعاً بينهما كلمة كوهين عندما قال، ان في جانب الكرخ من مدينة السلام مدفن رجل من أئمة اليهود وصلحاؤهم يقصدونه للزيارة والتبرك يسمى النبي يوشع كوهين كادول، وهو بقرب مدفن الشيخ معروف الكرخي المسلم. وغاية مايقول الشعب اليهودي والمثقفون منهم ان هناك مدفن أحد الصالحين أو أحد الرؤساء من الكهنة (الكوهينين)، ولم يعرفوا عنه شيئاً.
كما تكلم عن المزار الرحالة بنيامين الثاني وقال ما تعريبه : وعلى مسافة ساعة من بغداد، بناء صغير تظلله ثماني نخلات جبارات ويقسم قسمين في أحداهما قبر الكاهن العظيم (يهوشع) المُزيَّن غاية الزينة الذي ذكره زكريا (1:3) وتحت النعش نجد مخطوطات كثيرة يقرأ منها بعض المقاطع عند قبره وبما ان في بغداد 12 أو 15 بيتا يرقون اصلهم إلى الأسرى الأولين، فربما يوشع هذا كان واحداً منهم.

## الديانة المسيحية

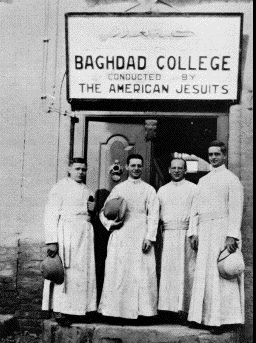
كلية بغداد عام 1930

ان الدين الإسلامي، وكما هو معلوم، دين تسامح ومحبة، مما جعل مساحة واسعة للديانات الأخرى ان تمارس عباداتها بصورة علنية، فنرى هذا واضحا من خلال المعالم الباقية في منطقة الشونيزية. حيث دور العبادة ومشاهد وأضرحة وقبور ومقامات لاتزال باقية لتلك الديانات التي عاشت متآخية في هذه البقعة، ونلمس هذا جليا من أسماء بعض المواقع في المنطقة والتي أشتهرت فيها وهي تعود لشخصيات أو علامات لاسم هذه الديانة أو تلك، فمثلا تل اليهود ومقبرة باب الدير ومقام الغورو ناناك، مؤسس وزعيم طائفة السيخ الدينية، المعروفة في الهند.ومقام الغورو ناناك أو بابانانك لايزال موجوداً خلف قبر النبي يوشع. وقد تعرضت مقتنيات هذا المقام للعبث والتخريب عند انفلات الوضع الامني في العراق بعد احتلال بغداد من قبل الجيش الأمريكي عام 2003م. وبالرغم من اندثار الكثير من المعالم الدينية المسيحية من أديرة وكنائس. بسب الظروف الخارجية نتيجة الحروب والغزوات والأمراض، ولكن بقيت بعض من هذه المعالم شاخصة حتى وقت قريب ومن أهمها:

### دير الثعالب
وهذا الدير ببغداد في الجانب الغربي بالموضع المعروف بباب الحديد، وأهل بغداد يقصدونه ويتنزهون فيه، ولايكاد يخلوا من قاصد وطارق، وله عيد لايتخلف عنه أحد من النصارى والمسلمين. وهو دير مشهور بينه وبين بغداد ميلان أو أقل في كورة نهر عيسى على طريق صرصر وبالقرب منه قرية تسمى الحارثية. وهي الآن المنطقة المقابلة لمعرض بغداد الدولي والمعرض هو موضع قرية سوق بغداد. وذكر الخالدي هذا الدير وقال انه ملاصق قبر معروف الكرخي بغربي بغداد، وقال هو عند باب الحديد وباب بنبري، وهذان البابان لم يعرفا اليوم. وبين قبر معروف الكرخي دير آخر لا يعرف إسمه، وبهذا الدير سميت المقبرة بمقبرة باب الدير.
وقال ابن عبد الحق: عند هذا الدير (دير الثعالب) غلط فيه الخالدي فقال: هو بقرب معروف الكرخي عند باب الحديد، والدير الذي ذكره يعرف بدير ماركليلسع، ومنهم من يسميه دير البقال وهو ملاصق مقبرة معروف الكرخي ولهذا تسمى المقبرة مقبرة باب الدير. واشار ابن الفوطي إلى هذا الدير في احداث سنة (683 هجرية - 1284 ميلادية) قال: فيها زادت دجلة زيادة عظيمة وغرقت في الجانب الغربي من بغداد عدة نواحي ووصل الماء إلى قباب دير الثعالب. وقال ابن عبد الحق في دير القباب، انه من نواحي بغداد، قلت: اظنه دير الثعالب.

### دير مديان
إن ياقوت الحموي خط اسم هذا الدير بكسر الميم وهذا الدير على نهر كرخايا، ببغداد. وكرخايا نهر يشق من المحول الكبير ويمر على العباسية، وهي من محلات الجانب الغربي من بغداد القديمة ويشق الكرخ ويصب في دجلة.

### دير الجاثليق

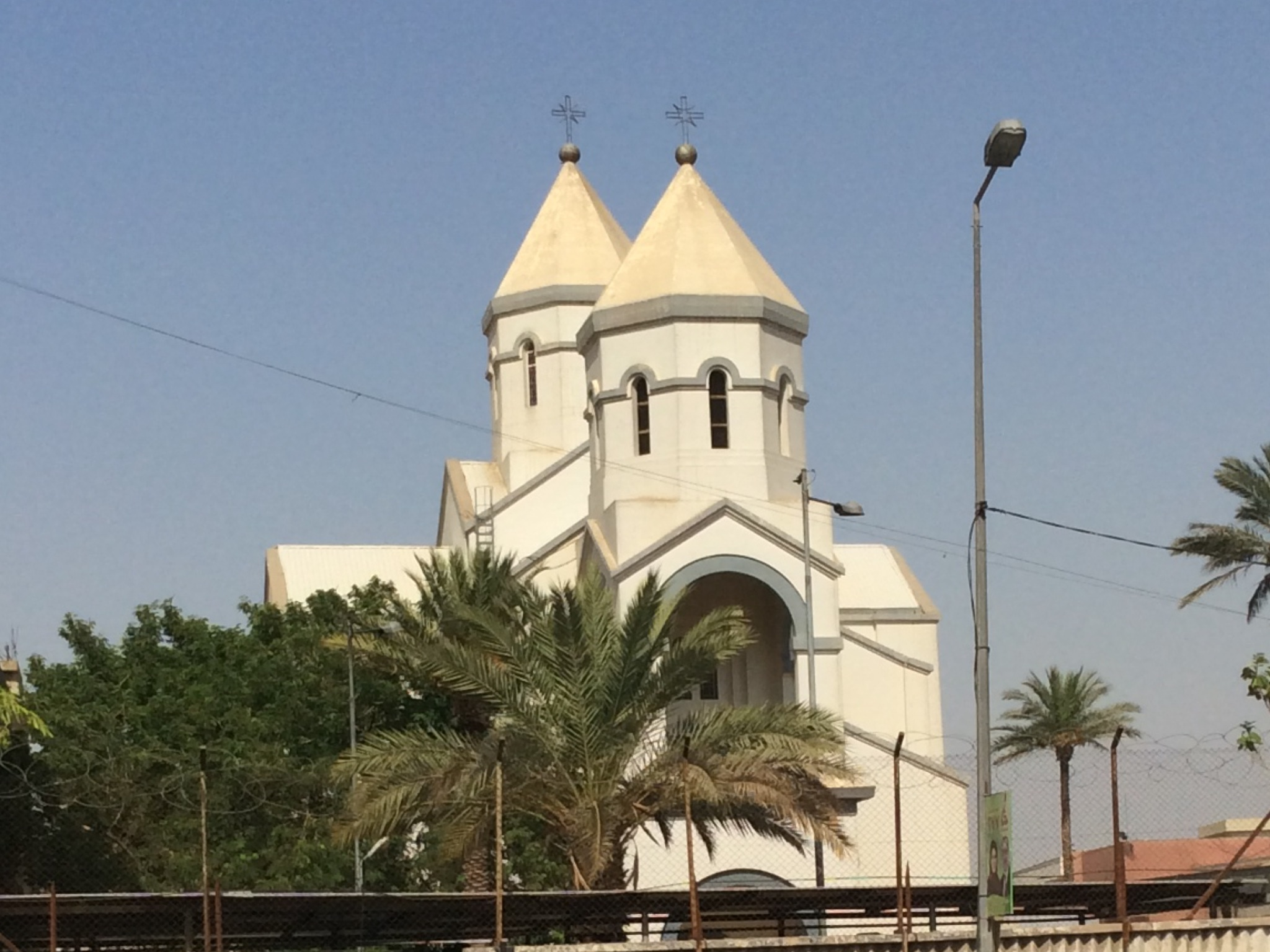
كنيسة في بغداد

وهذا الدير يقرب من باب الحديد، وهو دير كبير، حسن، نزه، تحدق به البساتين والاشجار والرياحين. وهو يوازي دير الثعالب في النزهة والطيب وعمارة الموضع، لانهما في بقعة واحدة. وهو مقصود ومطروق لايخلوا من المتنزهين فيه والقاصدين له وفيه رهابنة وفتيانه.

## الديانة الإسلامية
كما ذكرنا سلفاً، ان اسم بغداد كان معروفا من قبل بصيغة بكدادو أو بكدادا منذ ما يقارب ألفي سنة قبل مجيء الإسلام. وهكذا ظل الأسم القديم حياً في تلك المنطقة. وفي سنة 13هـ/ 634م فتح المسلمون العراق ودخلوا قرية سوق بغداد على عهد الخليفة أبي بكر الصديق. حيث أن أهل الحيرة قالوا إلى المثنى بن حارثة الشيباني: ألا ندلك على قرية تأتيها تجار مدائن كسرى وتجار السواد ويجتمع بها في كل سنة من أموال الناس مثل خراج العراق، وهذه أيام سوقهم التي يجتمعون فيها، فان أنت قدرت على أن تعبر إليهم وهم لا يشعرون، أصبت بها مالاً يكون فيه عز للمسلمين وقوة على عدوهم، وبينها وبين مدائن كسرى عامة يوم، ثم سار بهم فصبحهم في أسواقهم، فوضع فيهم السيف، فقتل وأخذ الأموال وقال لأصحابه: لا تأخذوا إلا الذهب والفضة ومن المتاع ما يقدر الرجل منكم على حمله على دابته، وهرب الناس وتركوا أمتعتهم وأموالهم وملأ المسلمون أيديهم من الصفراء والبيضاء. وفي رواية أخرى ان المسلمين وجدوا هذا السوق، كما يروي البلاذري قائلا: وسار خالد بن الوليد إلى الانبار، (فيروز- شابور) فتحصّن اهلها، ثم اتاه من دلّه على سوق بغداد، وهي السوق العتيق الذي كان عند قرن الصراة، فبعث خالد القائد المثنى بن حارثة الشيباني فأغار عليه، فملأ المسلمون أيديهم من الصفراء والبيضاء وما خفّ حمله من المتاع.
وما يذكر ان علي بن أبي طالب قد تعقب الخوارج الحروريين وأوقع بهم قرب بلدة النهروان بين بعقوبة وبغداد، كما جاء في تاريخ الطبري، وانه صلى في موضع جامع براثا أو في مشهد العتيقة المعروف ب«المنطقة» وانه مر بمحلة «قطفتا»، فشكا اليه أهلها كثرة الخراج عليهم.

### العصر الأموي
وبقي موضع بغداد مركزاً لحرب الخوارج في أيام الامويين، وذكر الخطيب البغدادي وذلك في ترجمة ابي يحيى إسماعيل بن سالم الأسدي، ان أصله من الكوفة ثم تحول فسكن بغداد قبل ان تبنى وتسكن، وانه كانت لهشام بن عبد الملك وغيره من الخلفاء خمسمائة فارس رابطة يغيرون على الخوارج إذا خرجوا من ناحيتهم، قبل ان يضعف أمرهم.

### العصر العباسي
مدينة السلام، الاسم الذي أطلقه الخليفة العباسي أبو جعفر المنصور على المدينة التي اقيمت على جزء من منطقة الشونيزية، وأصبحت عاصمة الدولة الإسلامية في عهده. وكان هناك الشونيزي الصغير، كما ذكرت سابقا، الذي أخذ أسم مقابر قريش ثم أصبحت فيه محلة تعرف باسم محلة مقابر قريش والتي سميت فيما بعد، محلة باب التبن، والتي فيها مسجد باب التبن، وهو قرب ضريح الإمام موسى الكاظم، ثم محلة الكاظمية اليوم. أما منطقة الشونيزي الكبير، بقيت تعد من مقابر بغداد القديمة، وتعرف بمقبرة الشونيزية تارة، ومقبرة الجنيد البغدادي تارة أخرى. وبمرور الزمن ولأهمية المنطقة من الناحيتين الدينية والتاريخية، وتوسع العمران ووجود القرى والأسواق القديمة مثل قرية سوق بغداد برزت عدة محلات منها محلة التوثة الملاصقة للشونيزية. ولكن ظلت هناك منطقة قائمة متمسكة باسمها القديم هي محلة الشونيزية، وتضم بداخلها عدداً من الرُّبُط من بينها رباط النورية، ورباط الشونيزية، والتي كانت مقصداً لطلبة العلم وملاذاً لرجال التصوف آنذاك. وكذلك فيها مسجدها الشهير حينئذٍ، الذي جاء ذكره في عدد من المصادر التاريخية المعتبرة.

### مسجد الشونيزية
ان مسجد الشونيزية قد جاءت شهرته من خلال عدد من مشاهير متصوفة بغداد الذين اقاموا فيه تلك الفترة. فيذكر ابن الجوزي: مات النوري في مسجد الشونيزية جالساً متقنعاً، فبقي أربعة أيام لم يعلم بموته أحد، وكان له الكثير من المزايا مما كان له أثر كبير في ظفره بلقب الإمام، ومحيي السنة، وشيخ الإسلام، وغيرها من الألقاب التي أطلقها عليه كل من ترجم له، فهو حافظ لكتاب الله وملم للقراءات، وعالم بما أثر عن الصحابة والتابعين في التفسير، وذو بصر تام بمذهب الإمام الشافعي، وعالم بالخلاف بين المذاهب الأربعة، وهو من أئمة الحديث وحفاظه، وهو صاحب عقل لمّاح وحافظ وداعية، وشغف بالبحث والاطلاع، وكان لا يتعصب لمذهب ولا يندد بغيره، وكان حريصا على نشر معارف الكتاب والسنة.
وكذلك ذكر وفاة المرتعش النيسابوري، وهو أحد مشايخ العراق، وكان كبير الشأن، يقيم في مسجد الشونيزية ببغداد، وكان من ذوي الأموال، فتخلى عنها وصحب الفقراء مثل الجنيد البغدادي، وأبي حفص، وأبي عثمان، حتى صار شيخ الصوفية. قيل: «عجائب بغداد ثلاثة: نكت المرتعش، وإشارات الشبلي، وحكايات جعفر الخواص». ومات ببغداد سنة ثمان وعشرين وثلاثمائة. وقال وقت وفاته: سألت الله ثلاث حوائج فقضاها لي: سألته أن يكون موتي في مسجد الشونيزية، وألا يكون لي من أمر الدنيا شيء وقت خروجي منها، وسألته ألا يحضرني في وقت وفاتي رجل أبغضه.
اخبرنا أبو منصور القزاز، أخبرنا أبو بكر أحمد بن علي بن ثابت قال: ذكر لي أبو نعيم الأصبهاني الحافظ أنه كان من كبار الصوفية البغداديين، وقال لي: سمعت أبي يقول: سمعت جعفر الحذاء الشيرازي - وذكر خاقان - فقال: كان صاحب كرامات، وذكر أن ابن فضلان الرازي قال: كان أبي أحد الباعة ببغداد، وكنت على سرير حانوته جالساً، فمر إنسان ظننت أنه من فقراء البغداديين، وأنا حينئذ لم أبلغ الحلم، فجذب قلبي، فقمت وسلمت عليه ومعي دينار، فدفعته إليه، فتناوله ومضى ولم يقبل علي، فقلت في نفسي: ضيعت الدينار، فتبعته حتى انتهى إلى مسجد الشونيزية، فرأى فيه ثلاثة من الفقراء، فدفع الدينار إلى أحدهم، واستقبل هو القبلة يصلي، فخرج الذي أخذ الدينار وأنا أتبعه وراءه أرقبه، فاشترى طعاماً، فحمله يأكله الثلاثة، والشيخ مقبل على صلاته يصلي، فلما فرغوا أقبل عليهم الشيخ فقال: أتدرون ما حبسني عنكم؟ قالوا: لا يا أستاذ. قال: شاب ناولني الدينار، فكنت أسأل الله تعالى أن يعتقه من رق الدنيا وقد فعل فلم أتمالك أن قعدت بين يديه وقلت: صدقت يا أستاذ، وكان هذا الشيخ خاقان الصوفي.

### رباط الشونيزية
ان رباط الشونيزية يقع بالجانب الغربي من بغداد بالقرب من مقبرة الشونيزية. وقد أسماه ياقوت الحموي «خانقاه» في تعريفه للشونيزية فقال: وهناك خانقاه للصوفية.
ولم يتبين لنا مؤسس هذا الرباط ولا تاريخ إنشائه، ولعله أُسس في القرن الخامس الهجري فيما روى عن سكناه في ذلك العصر، والظاهر ان لهذا الرباط اوقافاً كانت تكفي لسد حاجة الفقراء المقيمين فيه والإنفاق في تعميره وصيانته. قال ابن الدبيثي في ترجمة ابي عمرو الصوفي (ت605هـ/1208م): إنتقل إلى رباط الشونيزية مقدماً فيه وخادماً للفقراء الساكنين فيه وناظراً في وقفه فعمر الموضع وظهر من توقد همته على مصالح ما شهد بحسن نيته وحمد عليه. وفي سنة (606هـ/1209م) عهد برباط الشونيزية لأبي محمد الزبيدي (ت620هـ/1223م) فيما ذكر ابن الدبيثي عنه: تولى رباط الشونيزي يخدم الصوفية فيه وينظر في وقفه. يظهر ان هذا الرباط كان يتمتع بخزانة من الكتب الموقوفة، وانها كانت في خدمة الساكنين فيه. ولعل هذا السبب هو الذي دفع أبا حامد البلخي ليوقف كتبه فيه، قال ابن الدبيثي:«وقف كتبه برباط الشونيزي».